# Paul Dobbs

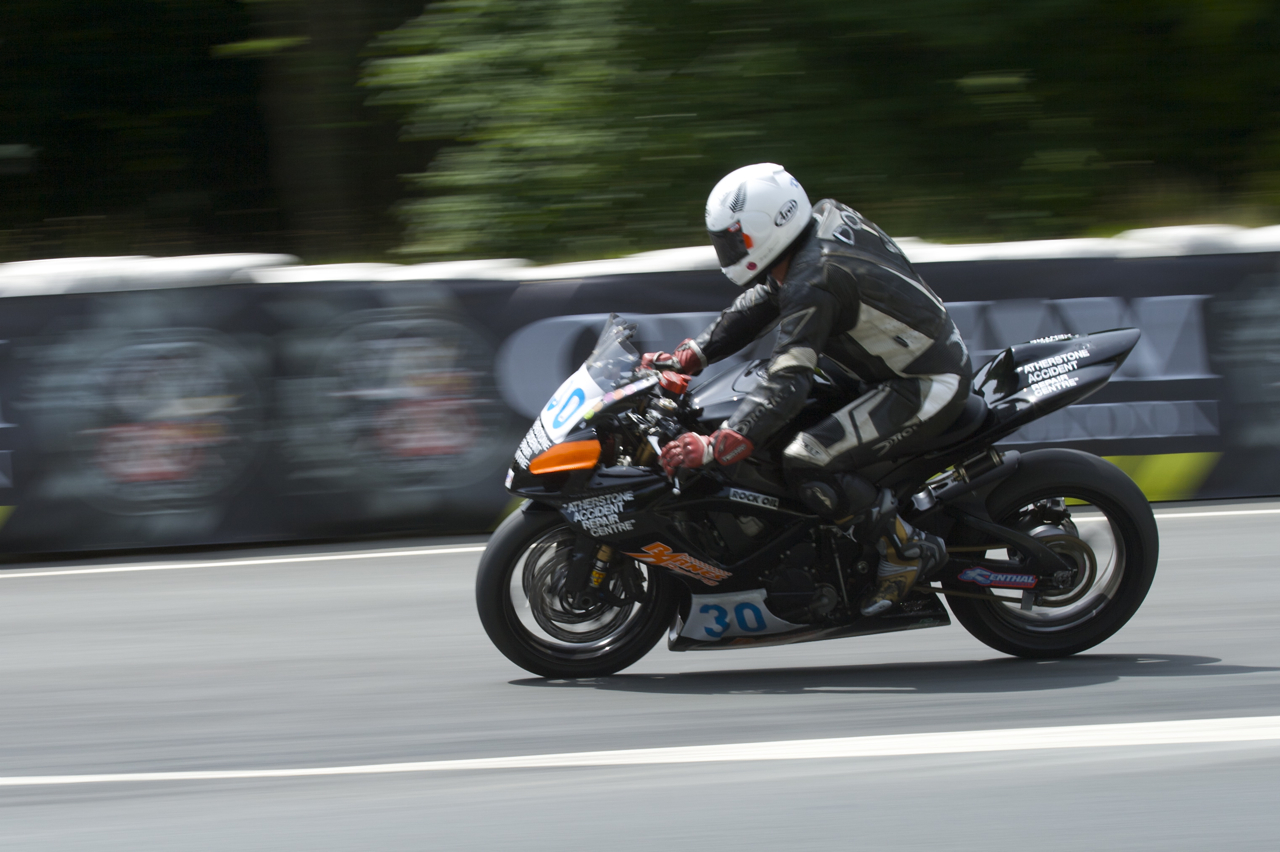

Paul Dobbs (1970 - 10 de junho de 2010) foi um motociclista de estrada da Nova Zelândia. Ele morreu em um acidente de corrida, enquanto competia na Supersport 2 na edição 2010 do TT da Ilha de Man.
Tinha apenas 40 anos de idade e já competia desde os 18, casado tinha apenas um filho com Marie Christin.